# ميخائيل لودفيغ (مبارز بالسيف)
ميخائيل لودفيغ (بالألمانية: Michael Ludwig)‏ هو مبارز بالسيف نمساوي، ولد في 19 ديسمبر 1972 في فيينا في النمسا.

## وصلات خارجية
- ميخائيل لودفيغ على موقع الاتحاد الدولي للمبارزة (الإنجليزية)
- ميخائيل لودفيغ على موقع الاتحاد الأوروبي للمبارزة (الإنجليزية)
- ميخائيل لودفيغ على موقع أوليمبيديا (الإنجليزية)